# Hallsberg
För gården i Sjöbo kommun, se Hallsberg, Sjöbo kommun
Hallsberg (uttal (fil)) är en tätort i Närke i Hallsbergs kommun, med en mindre del i Kumla kommun. Hallsbergsdelen av tätorten är centralort i Hallsbergs kommun och är främst känd som en järnvägsknut.

## Historia
Hallsberg är till större delen beläget på en rullstensås, Örebroåsen, och har växt efter 1862, då man byggde ett stationshus här någon kilometer från kyrkan och den tidigare kyrkbyn i Hallsbergs socken. Hallsberg är till stor del ett stationssamhälle, som vuxit fram som ett resultat av att godsstråket genom Bergslagen och Västra stambanan möts här.
Det egentliga uppsvinget för Hallsberg kom när den av Johan Thermænius grundade industrin 1868 flyttades hit från Torshälla. Produktionen omfattade i början byggnadssmide men inriktades efterhand uteslutande på tröskverk, sädesrensare med mera. AB Johan Thermænius verkstäder var internationellt kända. Sedermera blev det dotterbolag till AB Arvikaverken.

### Administrativa tillhörigheter
Hallsberg var och är en ort i Hallsbergs socken med en del nordost om Sandängen i Kumla socken. Efter kommunreformen 1862 kom orten att ligga huvudsakligen i Hallsbergs landskommun och i denna inrättades 31 augusti 1883 municipalsamhället Hallsberg. 1908 utbröts municipalsamhället med andra områden ur den landskommunen och bildade Hallsbergs köping dit även mindre delar av Kumla landskommun fördes. 1963 införlivades i köpingen hela Hallsbergs landskommun och 1965 Viby landskommun och Hallsbergs bebyggelse omfattade sedan bara en mindre del köpingskommunens yta.  1971 uppgick köpingen i Hallsbergs kommun där Hallsberg sedan dess är centralort.
Hallsberg hörde och hör till Hallsbergs församling med en mindre del som hör till Kumla församling.
Orten ingick till 1907 i Kumla tingslag, därefter till 1928 i Kumla, Grimstens och Hardemo tingslag, därefter till 1948 i Hallsbergs tingslag och slutligen till 1971 i Västernärkes domsagas tingslag. Från 1971 till 2001 ingick orten i Hallsbergs domsaga för att från 2001 ingå i Örebro domsaga.

### Befolkningsutveckling
| Befolkningsutvecklingen i Hallsberg 1900–2020 | Befolkningsutvecklingen i Hallsberg 1900–2020 | Befolkningsutvecklingen i Hallsberg 1900–2020 | Befolkningsutvecklingen i Hallsberg 1900–2020 | Befolkningsutvecklingen i Hallsberg 1900–2020 |
| --- | --------------------------------------------- | --------------------------------------------- | --------------------------------------------- | --------------------------------------------- |
| |                                               |                                               |                                               |                                               |
| År |                                               |                                               | Folkmängd                                     | Areal (ha)                                    |
| 1900 | 1900                                          |                                               | 1 520                                         | †                                             |
| 1960 | 1960                                          |                                               | 6 376                                         |                                               |
| 1965 | 1965                                          |                                               | 6 987                                         |                                               |
| 1970 | 1970                                          |                                               | 7 559                                         |                                               |
| 1975 | 1975                                          |                                               | 6 799                                         |                                               |
| 1980 | 1980                                          |                                               | 7 996                                         |                                               |
| 1990 | 1990                                          |                                               | 7 754                                         | 761                                           |
| 1995 | 1995                                          |                                               | 7 718                                         | 782                                           |
| 2000 | 2000                                          |                                               | 7 262                                         | 794                                           |
| 2005 | 2005                                          |                                               | 7 122                                         | 794                                           |
| 2010 | 2010                                          |                                               | 7 122                                         | 819                                           |
| 2015 | 2015                                          |                                               | 8 146                                         | 960                                           |
| 2018 | 2018                                          |                                               | 8 457                                         | 976                                           |
| 2020 | 2020                                          |                                               | 8 525                                         | 1 007                                         |
| Anm.: Sammanvuxen med Långängen 1980. 2015 sammanväxte med tätorten Sannahed samt småorten Samsala 2023 utbröts Sannahed † Befolkning runt ett municipalsamhälle 1900. |                                               |                                               |                                               |                                               |

## Näringsliv

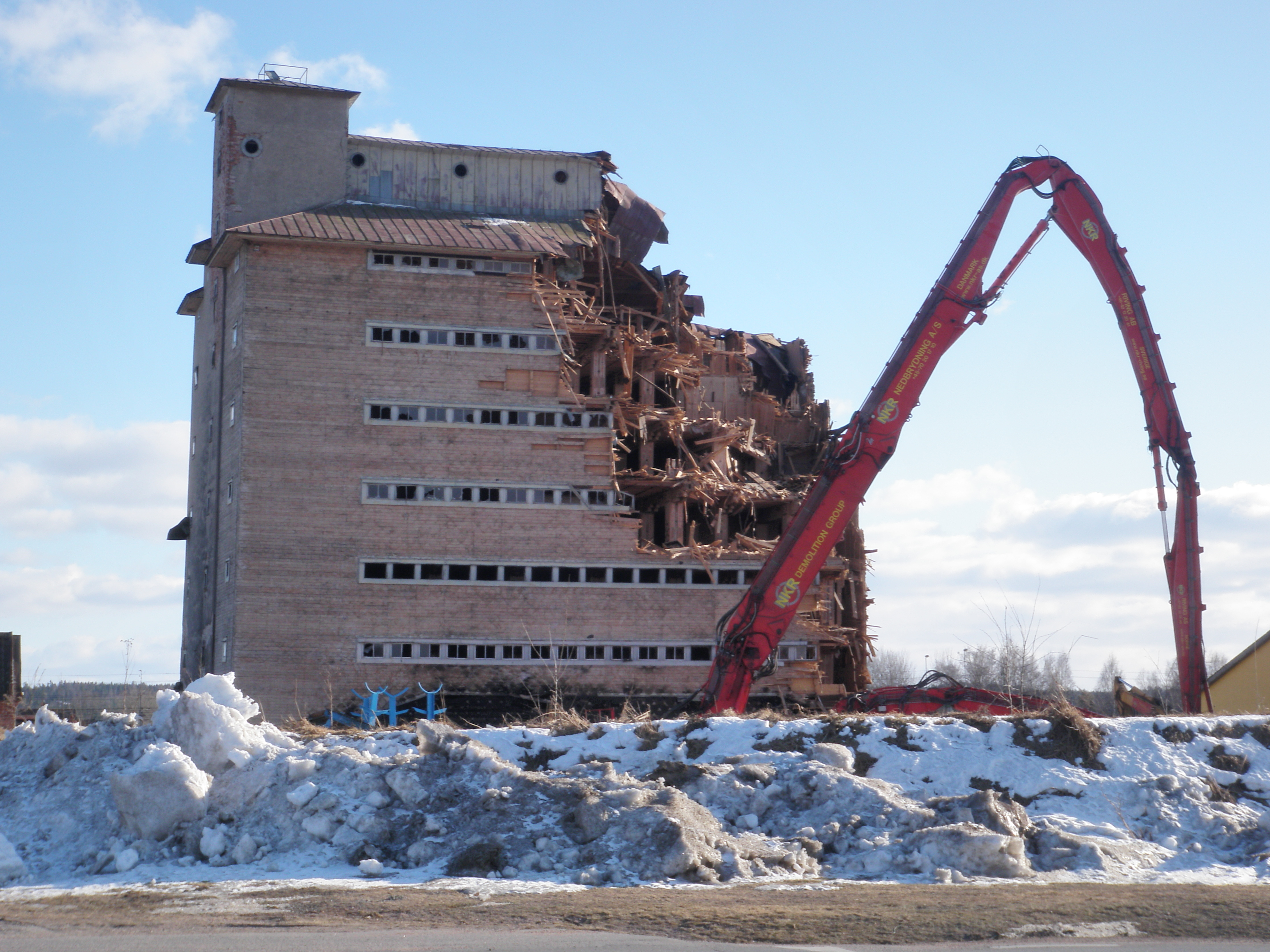
Rivning av spannmålslagerhus i Hallsberg.

I Hallsberg ligger Ahlsells logistikcentrum och Volvos hyttilverkning för hjullastare och dumprar.
I september 2010 blev det känt att Posten Norden skulle bygga en ny brevterminal på orten, vilken skulle vara klar senast 2013. Terminalen var planerad till att ha en personalstyrka om 350 personer, och ersätta brevterminalerna i Karlstad och Västerås. Under 2014 planerades även delar av verksamheten från Postens ODR-terminal i Norrköping att förläggas till Hallsberg.
I Hallsberg uppfördes under första världskriget ett av nio spannmålslagerhus vilka fungerade som beredskapslager för livsmedel. Lagerhuset i Hallsberg ägdes av Svenska Lagerhus AB fram till ca 1990 och har sedan dess haft flera olika privata ägare. Byggnaden kom att vara i ganska dåligt skick med sättnings- och fuktskador. Tankar om att bygga om huset till kontor har funnits men övergivits.
Byggnaden revs i mars 2013.

### Handel
Längs med Västra Storgatan söder om stationen finns ett sammanhängande stråk av affärs-, restaurang- och servicelokaler. I detta ingår Cityhuset där bland annat en Ica Supermarket ("Ica Allé") ligger.
Domus etablerades i Hallsberg på 1970-talet. Efter att Konsum Nära vid Nytorget lade ner 1999 hade kooperationen bara en butik i Hallsberg, nämligen den centralt belägna Konsum Extra vid Södra Allén. År 2017 bytte Coop Konsum namn till Coop.
Runt millennieskiftet etablerades Handelshuset i Volvos tidigare verkstadslokal vid Esplanaden norr om järnvägen. Huset invigdes in maj 2000. Från starten inhyste huset en Rimi-butik, som ersatte Ica vid Nytorget. Rimi blev Ica Supermarket efter några år, med gick i konkurs år 2007. I november 2007 öppnade istället Netto i Handelshuset. Den 31 januari 2020 nyöppnade Netto som en Coop-butik. Därmed hade Hallsberg åter två kooperativa butiker.
Lidl öppnade i Hallsberg den 25 september 2003 som en av kedjans första butiker i Sverige. Butiken förlades till Hallsbergs norra infart.

### Bankväsende
En egen folkbank för Hallsberg, Hallsbergs folkbank, inledde sin verksamhet år 1870. År 1905 uppgick den i Örebro enskilda bank som kort därefter övertogs av Skandinaviska kreditaktiebolaget. Därefter tillkom kontor för Örebro läns bank och Mälareprovinsernas bank som under 1920-talet uppgick i Göteborgs bank respektive Handelsbanken. Även Örebro sparbank hade ett kontor i Hallsberg. Några av affärsbankerna lämnade orten under 1900-talet och därefter fanns Handelsbanken och sparbanken kvar.
I december 2021 stängde Handelsbanken i Hallsberg. Kort därpå meddelade även Swedbank att de skulle lämna Hallsberg den 1 februari 2022. Därefter saknade Hallsberg bankkontor.

## Utbildning
På orten finns Alléskolans gymnasium, vilken drivs av Sydnärkes Utbildningsförbund och således är gymnasieskola för kommunerna Hallsberg, Askersund och Laxå.

## Framstående personer från Hallsberg
se även Personer från Hallsberg
- Simon Amin (1997–), Professionell fotbollsspelare, uppväxt i Hallsberg.[32]
- Matilda Ernkrans, riksdagsledamot (S) 2002–, minister för högre utbildning och forskning 2019–2021 och biståndsminister 2021–2022, uppväxt i Hallsberg.[32]
- Karin Larsson, född Bergöö, (1859–1928), textilkonstnär och hustru till Carl Larsson, uppväxt i Hallsberg.[32] i Bergööska huset.
- Sören Juvas (1969–), förbundsordförande för RFSL 2001–2010, uppväxt i Hallsberg.[32]
- Hans Karlsson riksdagsledamot (S) och kommunfullmäktiges ordförande 2006–, verksam i Hallsberg.[32]
- Björn Nordqvist, fotbollsspelare med 115 landskamper, uppväxt i Hallsberg.[32]
- Johan Ryno, svensk professionell ishockeyspelare.
- Håkan Strömberg, riksdagsledamot (S) och ordförande kommunfullmäktige 1976–2006, uppväxt och verksam i Hallsberg.[32]
- Sven Wingquist (1876–1953), en av grundarna till Svenska Kullagerfabriken, uppväxt i Hallsberg.[32]